# Осетрово (порт)
Осетро́вский речно́й по́рт — речной порт (до 1958 года — пристань Осетрово) в Иркутской области на реке Лене, ранее — крупнейший речной порт в СССР и России.

## Расположение
Осетровский речной порт расположен в городе Усть-Кут Иркутской области на левом берегу реки Лены.
Часовой пояс: MSK+5 (UTC+8) (Иркутское время).
Работает в едином технологическом процессе со станцией Лена (Усть-Кут).

## Описание
АО «Осетровский речной порт» — крупнейшее предприятие  Усть-Кута.
Период навигации, обусловленный резко континентальным климатом, составляет 120—150 суток.
Общая протяжённость грузовых причалов — 1 872,4 м. Мощности предприятия позволяют перевезти за одну навигацию 1 500 тыс. тонн груза. Мощности распределёны по двум районам:
- Северный грузовой район: протяжённость причальной набережной, состоящей из 13 причалов, — 1 270 метров. Количество крытых складов — 11 шт., общая площадь — 73 857,8 м²; открытые складские площади — 281 862 кв. м. Расстояние до железнодорожной ст. Лена ВСЖД — 5,35 км.
- Западный перегрузочный комплекс: протяжённость причальной набережной Западного перегрузочного комплекса, состоящей из 6 причалов, — 574,4 м. Общая площадь грузовых площадок — 36 300 кв. м. Расстояние до железнодорожной ст. Лена ВСЖД — 3,45 км.

В распоряжении порта свыше 9 200 м железнодорожных путей с фронтом одновременной подачи 440 вагонов и фронтом одновременной выгрузки 80 вагонов. Осетровский речной порт осуществляет крепление груза на транспорте, ведёт разработку и согласование схем размещения и крепления груза на подвижном железнодорожном транспорте. Благодаря хорошо развитой инфраструктуре внутрипортовых и подъездных железнодорожных путей погрузочно-разгрузочные работы ведутся с исключением простоя. Все причалы сегодня универсальны и способны переработать грузы различной номенклатуры.
Бесперебойная обработка грузов в порту осуществляется перегрузочной техникой, находящейся на балансе предприятия:
- 28 портальных кранов грузоподъёмностью от 6 до 40 тонн;
- мачтовый жёстконогий кран «Деррик» грузоподъёмностью 160 тонн;
- козловые краны грузоподъёмностью 6,3 и 50 тонн;
- плавкраны грузоподъёмностью 5 и 16 тонн;
- автопогрузчики грузоподъёмностью от 1,5 до 45 тонн.

Складские площади Осетровского грузового порта, благодаря своему статусу постоянной зоны таможенного контроля, открывают удобную возможность ответственного хранения грузов, находящихся в процессе таможенного контроля. В порту 11 крытых складов общей площадью 70 000 кв. м. Открытые складские площади — 391 000 кв. м.
Для повышения эффективности грузоперевозок Осетровский речной порт создал обособленное подразделение (ОП) «Осетровская судоходная компания». В него вошли 25 судов и 4 плавкрана. В перспективе парк будет расширен.
Ведущим партнёром Осетровского речного порта выступает ООО «Речсервис», ориентированное на организацию и оказание транспортно-логистических услуг по доставке, погрузо-разгрузочным работам, хранению и отправлению грузов.

## Значение
Осетровский речной порт называют «воротами на север». Основная роль порта — обслуживание северного завоза. В 1970—1980-х годах обеспечивал перевалку и отправление речным транспортом до 80 % грузов, предназначенных для северных районов Иркутской области, Якутии и прибрежных арктических районов от Хатанги до Колымы. В настоящее время Осетровский речной порт остается основным транспортным узлом, через который осуществляется завоз грузов на север Иркутской области, Якутии.
Осетровский речной порт осуществляет комплексную организацию переработки грузов, включая:
- разработку оптимальной схемы доставки МТР от изготовителя заказчику (выбор маршрута, способа транспортировки, точек перевалки с учётом специфики груза, критичности, сроков и экономических параметров);
- организацию приёмки, переработки и хранения грузов, в том числе контейнеров, в городах Усть-Кут (ст. Лена ВСЖД), Ленск, Якутск, посёлках Витим и Пеледуй, а также в других пунктах назначения Ленского бассейна с организацией возврата порожних контейнеров;
- доставку грузов, в том числе контейнеров, водным и автотранспортом (в том числе по дорогам зимнего действия) до склада заказчика; входной контроль при приёмке МТР по количеству и качеству;
- транспортно-экспедиционное обслуживание клиентов по приёму/отправке грузов и контейнеров с оформлением всей необходимой документации и оплатой услуг смежников;
- диспетчеризацию грузопотока и мониторинг движения грузов.

Свою эксплуатационную деятельность Осетровский речной порт осуществляет на участке река  Лены протяжённостью 1 980 км, от г.Усть-Кута до г.Якутска.

## История
Пристань Осетрово была основана в 1929 году на базе пристани Усть-Кут. Последняя, хоть и носила название села Усть-Кут, на самом деле находилась в 7 км от одноимённого села ниже по течению реки — в селе Осетрово. Недоразумение было исправлено при основании новой пристани. Однако в 1954 году село было присоединёно к Усть-Куту, ставшему городом, при этом название пристани сохранилось.
В 1930 году объём перевозимых через пристань грузов составил 10 тысяч тонн. Грузы в Осетрово доставлялись преимущественно санным путём с Ангары либо на малогабаритных судах с верховьев Лены. Перегрузка велась вручную при помощи тележек. К 1940 году грузооборот вырос в 4 раза и составил 41 тысячу тонн.
Очередной этап развития порта был предопределён строительством железнодорожного участка Тайшет — Лена (см. БАМ).
В конце 1950 года было начато строительство новых портовых объектов. Ключевыми задачами порта стали: перевалка и перегрузка с железной дороги и обратно; транспортировка и получение грузов местного значения; буксировка речных судов и пассажирские перевозки. В 1951 году в порт был доставлен первый портальный кран. В 1954 году территория порта вошла в состав вновь образованного города Усть-Кута.
В 1957 году основана Осетровская РЭБ (ремонтно-эксплуатационная база) флота, построен второй грузовой район.
4 августа 1958 года пристань Осетрово переименована в Осетровский речной порт Ленского пароходства.
В 1962 году отстроен Центральный грузовой район, сдано в эксплуатацию здание речного вокзала. В 1970 завершёно строительство Западного грузового района. В эти годы порт имел уже около 100 портовых кранов и стал крупнейшим в СССР. С 1964 года речной порт и железнодорожная ст. Лена работают в едином технологическом процессе.
В 1971 году порт награждён орденом Трудового Красного Знамени. Грузооборот порта в течение предыдущих 20 лет возрос в 20 раз.
В 1980-е годы порт продолжает развиваться, внедряются новые технологии, появляются новые грузовые районы. Объём переработки генеральных грузов достиг 2,1 млн тн.
В 1993 порт был акционирован, на его базе создано ОАО «Осетровский речной порт». Общий экономический упадок в стране сказался и на его работе. В 1990-х — начале 2000-х годов упал грузооборот, на предприятии были нередки задержки заработной платы, а местные СМИ сообщали об опасности рейдерских захватов и угрозе банкротства порта.
До конца 1990-х годов порт состоял из пяти грузовых районов, сложившихся естественным образом из-за специфики переваливаемых и отгружаемых грузов: центрального, западного, восточного, северного и Ленского. В 1998—1999 годах по решению руководства ОАО «Осетровский речной порт» произошло укрупнение грузовых районов в целях экономии.
Осенью 2009 года прекратилась процедура банкротства, проводившаяся в отношение порта в течение 2000-х годов.
С 2011 года на базе Осетровского речного порта начал создаваться крупнейший на Лене транспортно-логистический центр. Главная цель создания центра — предоставление комплекса услуг по управлению цепочкой поставок, доставке грузов от поставщика до склада заказчика, а также сервисному обслуживанию нефтедобывающих и судоходных компаний.
В настоящее время «Осетровский речной порт» входит в ГК «Старвей», наряду с ОП «Осетровская судоходная компания», ООО «Речсервис», ООО «Ленская грузовая компания», ООО «Речной порт Якутск», ООО "Судоходная компания «Якутск», ООО "Судоходная компания «Вилюй», ООО «Старвей-Логистика» и группа автотранспортных предприятий «АльянсАвтоГрупп». ГК «Старвей» также осуществляет оперативное управление транспортно-логистическом центром АО «Госснабсбыт Якутии» в Нижнем Бестяхе.

## Производственная деятельность

### Переработка и перевозка грузов
В навигационный период (с 30 апреля по 26 октября 2018 года) объём переработки в Осетровском речном порту составил 1,036 млн тонно-операций, что на 8% больше, чем за навигацию прошлого года, в том числе порт принял 465 тысяч тонн грузов (рост на 12%). На 34% возросла отправка контейнеров, на 50% – пакетированных грузов. По итогам 10 месяцев переработка превысила 1,317 млн тонно-операций (рост по сравнению с аналогичным периодом прошлого года на 9%).
«В юбилейный для нас год — год 60-летия Осетровского речного порта — мы завершили навигацию с рекордными показателями, — отмечает руководитель бизнес-направления „Логистика“ ГК „Старвей“, председатель совета директоров ОРП Аркадий Лавров. — Рост объёмов по всем направлениям деятельности компании связан с приобретением дополнительных мощностей в Якутске, повышением эффективности погрузочно-разгрузочных работ и благоприятными погодными условиями».
Всю навигацию уровень воды в Лене держался выше гарантированных глубин, проходная осадка не опускалась ниже 200 см. Однако наметившаяся в прошлом году тенденция – увеличение доли легковесных грузов – сохранилась и в навигацию этого года, что стало причиной неполного использования грузоподъёмности подаваемого тоннажа.
Собственным флотом ГК «Старвей» перевезла 524,58 тысячи условных тонн, что на 45% больше, чем в прошлогоднюю навигацию, в том числе Осетровская судоходная компания – 245,34 тысячи условных тонн, СК «Якутск» – 279,24 тысячи условных тонн.
Основными контрагентами ГК «Старвей» в навигацию этого года были АО «СтройТрансНефтеГаз», ООО «Иркутская нефтяная компания», ПАО «Сургутнефтегаз», ООО «Таас-Юрях Нефтегазодобыча», ООО КЦ «Сахатранслогистик», «СТРОЙКОМ-2009» и ООО «ГарантСпектрСтрой».